# Cronwell Jara
Cronwell Jara Jiménez (Piura, 26 de julio de 1949) es un poeta, escritor, dramaturgo, guionista y tallerista literario peruano. Es autor de novelas, poemas, guiones de cine y textos sobre metodología de escritura narrativa; sin embargo, es el cuento el género en que más se ha destacado o por el que es más conocido.

## Biografía
Hijo de Cronwell Isaías Jara y Carmela Jiménez Calle, fue el tercero de cuatro hermanos. Cuando era pequeño, en 1955, la familia se trasladó de Piura a Lima —concretamente al barrio Mariscal Castilla, del distrito del Rímac—, y fue en esta ciudad donde hizo todos sus estudios: primero en la Escuela Fiscal n. 4523 para después pasar a cursar su educación secundaria, que terminó en 1968, en la Gran Unidad Escolar Ricardo Bentín. Ingresó a estudiar en Literatura en la Universidad de San Marcos, de donde egresó como bachiller en 1982; después obtuvo una licenciatura con la tesis Propuesta metodológica para la escritura de cuentos para niños. Manual y método.
Relata Cronwell en una entrevista de 2016 que comenzó a escribir poemas a muy temprana edad, a los 8 años; también pintaba y hacía "xilografías en madera de cedro y con tinturas de anilina".
En 1979 obtuvo sus primeros premios y al año siguiente vio publicado su cuento «Hueso duro» con el que había ganado el concurso José María Arguedas. Su novela breve (o cuento largo) Montacerdos apareció en 1981; probablemente su obra más elogiada, se ha convertido en clásico y, para algunos, en un libro de culto (incluso hay una editorial homónima, fundada en Santiago en 2012 por los escritores chilenos Luis López-Aliaga, Juan Manuel Silva y Diego Zúñiga en homenaje a la nouvelle que reeditaron en 2016).
Representó al Perú en el encuentro de Jóvenes Artistas Latinoamericanos, organizado por la Casa de las Américas en La Habana (1983), fue miembro del jurado de novela del Premio Casa de las Américas (1991); ha participado en simposios y ferias de libro, ha impartido talleres de cuentos en diversas universidades y algunas de sus obras han sido traducidas a diferentes idiomas: (alemán, francés, inglés, italiano, sueco).
Ha escrito asimismo guiones de cine (Asalto al tren más alto del mundo, Petizos;  Froylán Alama). Además "Quien acaba de morir".

## Obras
- Hueso duro, cuento, Ediciones Diálogo, 1980
- Montacerdos, novela breve o cuento largo; Lluvia Editores, 1981 (reediciones: Eco del Búho, Lima, 1989; Ediciones Metales Pesados, Santiago de Chile 2004; editorial Montacerdos, Santiago, 2016)
- Las huellas del puma, cuentos, 1986
- Quien acaba de morir, 1986
- El asno voló a la luna, cuentos infantiles, 1986
- Patíbulo para un caballo, novela, 1989
- Montacerdos y otros cuentos, 1990
- Barranzuela, un rey africano en el Paititi, cuentos, 1990
- Don Rómulo Ramírez, cazador de cóndores, cuentos, 1990
- Colina de los helechos, poemario, 1992
- Agnus Dei, cuentos, 1994
- Las ranas embajadoras de la lluvia. Cuatro aproximaciones a la Isla Taquile, en coedición con Cecilia Granadino; 96 relatos, Ediciones Minka, 1995
- Arte de cazar dragones; manual y método para escribir cuentos para niños de todas las edades, Editorial San Marcos, 2003
- Babá Osaím, cimarrón, 46 relatos, San Marcos, 2003
- Fraicico, el esclavo sobre el toro ensillado, antología de cuentos, San Marcos, 2004
- Cabeza de Nube y las trampas del destierro, novela breve, San Marcos, 2006
- Esopo, esclavo de la fábula, novela breve, San Marcos, 2006
- Manifiesto del ocio, poesía, San marcos, 2007
- Ruperto, el torito saxofonista, Editorial Santillana, 2009
- Faite, Arcángel San Miguel, 2016
- Manifiesto de las jodas, 2019
- ¿Qué es el cuento?, Editorial Baluarte y Casa de la Literatura Peruana, 2020
- Pancho Fierro: picardías de un lujurioso y festivo acuarelista, Editorial Montacerdos, 2021
- Molotov Suite, Editorial Montacerdos, 2021
- El mago que solo sabía hacer mariposas, Eris Editorial, 2021
- Film Vallejo: Moriré en París con aguacero, Editorial Montacerdos, 2022
- ¡Mokéle Mbémbe!, vida de Fraicico, Rey Congo del Señorío y Palenque de Huachipa, Editorial Montacerdos, 2022

### Guiones cinematográficos
- Petizos
- Froylán Alama
- Quien acaba de morir
- Asalto al tren más alto del mundo

## Premios
- Primer premio de cuento en el concurso José María Arguedas, organizado por el Instituto Peruano-Japonés en 1979, con el relato «Hueso duro»
- Primer Premio ENRAD-PERU, Cuentos para TV, 1979, con «El Rey Momo Lorenzo se venga»
- Mención honrosa en el concurso de novela convocado por ECASA, 1985
- Mención honrosa en el concurso El cuento de las 1,000 palabras (Caretas, 1985)
- Premio Copé 1985 (cuento), por «La fuga de Agamenón Castro»
- Primer premio ICPNA 2008 con el cuento «Ruperto, el torito saxofonista»
- Premio Casa de la Literatura Peruana (2019)[6]
- Premio Feria Internacional del Libro de Lima (2023)